# Dennis, o Pimentinha Ataca Novamente
Dennis, o Pimentinha Ataca Novamente (em inglês:  Dennis the Menace Strikes Again!) é um filme norte-americano lançado diretamente em vídeo em 14 de julho de 1998 nos EUA e em 9 de agosto do mesmo ano no Brasil. É uma segunda adaptação cinematográfica da tira de jornal Dennis, o Pimentinha, uma sequência do filme homônimo lançado em 1993.
Ninguém do elenco do primeiro filme retornou nesta continuação.

## Sinopse
Tranquem as portas, fechem as janelas! Por que Dennis, o Pimentinha está de volta com novos truques e travessuras de enlouquecer! Dennis está pronto pra atormentar seu pobre vizinho Sr. Wilson e desta vez, nosso querido pestinha, recebe ajuda extra de seu atrapalhado avô, o Sr. Johnson. Juntos eles deixam a vizinhança de pernas pro ar, mas quando dois condenados surgem para trapacear o Sr. Wilson com o golpe da "fonte da juventude", Dennis corre em seu socorro. Para azar dos bandidos!

## Elenco
- Justin Cooper .... Dennis Mitchell
- Don Rickles .... Sr. George Wilson
- Betty White .... Sra. Martha Wilson
- George Kennedy .... Sr. Johnson
- Brian Doyle-Murray .... Professor
- Scott 'Carrot Top' Thompson .... Sylvester
- Dwier Brown .... Henry Mitchell
- Heidi Swedberg .... Alice Mitchell
- Keith Reece .... Gunther
- Jacqueline Steiger .... Margaret
- Danny Turner .... Joey
- Alexa Vega .... Gina
- Brooke Candy .... Menina no trampolim